# Ксёнжкевич, Вероника
Вероника Кшёнжкевич (пол. Weronika Książkiewicz) — польская актриса театра, кино и телевидения.

## Биография
Вероника Ксёнжкевич родилась 21 марта 1981 года в Москве. Актёрское образование получила в Киношколе в Лодзи, которую окончила в 2005 году. Актриса «Нового театра» в Лодзи с 2005 г. 

## Избранная фильмография
- 2005 — Кароль. Человек, ставший папой римским / Karol, un uomo diventato Papa
- 2008 — Разговоры по ночам / Rozmowy nocą
- 2008 — Малая Москва / Mała Moskwa
- 2008 — Сколько весит троянский конь? / Ile waży koń trojański?
- 2009 — Золотая середина / Złoty środek
- 2017 — Любимцы